# Erythroxylum echinodendron
Erythroxylum echinodendron es una especie de planta perteneciente a la familia Erythroxylaceae. Era endémica de Cuba. Se encuentra extinta en la naturaleza.

## Taxonomía
Erythroxylum echinodendron fue descrita por botánico alemán Otto Eugen Schulz  y la descripción publicada en Repertorium Specierum Novarum Regni Vegetabilis 21: 641 en 1925.